# Мартин Скот
Мартин Милар е истинското име на шотландския писател, известен като Мартин Скот.

## Биография
Той е роден през 1956 г. в Глазгоу, Шотландия. След като завършил училище, се преселва в Лондон, където работи на разни места, главно черна работа. След това започва работа като писар в градския съвет, където работи до издаването на книгите му.
Интересува се от футбол и от древна история. Разпределя времето си между компютъра си и флейтата.
Първата книга от фентъзи-серията „Траксас“ печели Световната награда за фентъзи през 1999 година. Тя е издадена под псевдонима Мартин Скот. Той продължава да пише книги от серията „Траксас“.